# Élections législatives de 1968 dans les Hautes-Alpes
Les élections législatives françaises de 1968 se déroulent les 23 et 30 juin 1968. Dans le département des Hautes-Alpes, deux députés sont à élire dans le cadre de deux circonscriptions.

## Élus
| Circonscription | Député sortant | Parti | Parti          | Député élu ou réélu | Parti | Parti          |
| --------------- | -------------- | ----- | -------------- | ------------------- | ----- | -------------- |
| 1re             | Émile Didier   |       | FGDS (Radical) | Émile Didier        |       | FGDS (Radical) |
| 2e              | Paul Dijoud    |       | RI             | Paul Dijoud         |       | RI             |

## Résultats

### Résultats à l'échelle du département
| Parti          | Parti                                           | Premier tour | Premier tour | Second tour | Second tour | Sièges |
| Parti          | Parti                                           | Voix         | %            | Voix        | %           | Sièges |
| -------------- | ----------------------------------------------- | ------------ | ------------ | ----------- | ----------- | ------ |
|                | Républicains indépendants                       | 9 474        | 21,98        |             |             | 1      |
|                | Union pour la défense de la République          | 7 492        | 17,37        | 12 926      | 50          | 0      |
|                | Divers droite (gaulliste)                       | 5 205        | 12,07        | Retrait     | Retrait     | 0      |
|                | Union des républicains de progrès               | 22 171       | 51,41        | 12 926      | 50          | 1      |
|                |                                                 |              |              |             |             |        |
|                | Parti radical                                   | 6 977        | 16,18        | 12 927      | 50          | 1      |
|                | Section française de l'Internationale ouvrière  | 2 006        | 4,65         |             |             | 0      |
|                | Fédération de la gauche démocrate et socialiste | 8 983        | 20,83        | 12 927      | 50          | 1      |
|                |                                                 |              |              |             |             |        |
|                | Parti communiste français                       | 8 111        | 18,81        | Retrait     | Retrait     | 0      |
|                | Progrès et démocratie moderne                   | 3 858        | 8,95         |             |             | 0      |
|                |                                                 |              |              |             |             |        |
| Inscrits       | Inscrits                                        | 57 510       | 100,00       | 31 748      | 100,00      | 2      |
| Abstentions    | Abstentions                                     | 13 481       | 23,44        | 5 444       | 17,15       |        |
| Votants        | Votants                                         | 44 029       | 76,56        | 26 304      | 82,85       |        |
| Blancs et nuls | Blancs et nuls                                  | 906          | 2,06         | 451         | 1,71        |        |
| Exprimés       | Exprimés                                        | 43 123       | 97,94        | 25 853      | 98,29       |        |

### Résultats par circonscription

#### Première circonscription (Gap)
| Candidat       | Candidat                   | Parti                     | Premier tour | Premier tour | Second tour | Second tour |  |
| Candidat       | Candidat                   | Parti                     | Voix         | %            | Voix        | %           |  |
| -------------- | -------------------------- | ------------------------- | ------------ | ------------ | ----------- | ----------- |  |
|                | Émile Arrighi de Casanova  | UDR (URP)                 | 7 492        | 30,78        | 12 926      | 50          |  |
|                | Émile Didier sortant réélu | FGDS (Radical)            | 6 977        | 28,66        | 12 927      | 50          |  |
|                | Marcel Lesbros             | Divers droite (Gaulliste) | 5 205        | 21,38        | Retrait     | Retrait     |  |
|                | Gaston Julian              | PCF                       | 4 667        | 19,17        | Retrait     | Retrait     |  |
|                |                            |                           |              |              |             |             |  |
| Inscrits       | Inscrits                   | Inscrits                  | 31 761       | 100,00       | 31 748      | 100,00      |  |
| Abstentions    | Abstentions                | Abstentions               | 6 852        | 21,57        | 5 444       | 17,15       |  |
| Votants        | Votants                    | Votants                   | 24 909       | 78,43        | 26 304      | 82,85       |  |
| Blancs et nuls | Blancs et nuls             | Blancs et nuls            | 568          | 2,28         | 451         | 1,71        |  |
| Exprimés       | Exprimés                   | Exprimés                  | 24 341       | 97,72        | 25 853      | 98,29       |  |

#### Deuxième circonscription (Briançon)
|                | Paul Dijoud sortant réélu | RI (URP)       | 9 474  | 50,44  |  |  |  |
|                | François-Marie Bénard     | CD (PDM)       | 3 858  | 20,54  |  |  |  |
|                | Étienne Dominici          | PCF            | 3 444  | 18,34  |  |  |  |
|                | Pierre Grimaud            | FGDS (SFIO)    | 2 006  | 10,68  |  |  |  |
|                |                           |                |        |        |  |  |  |
| Inscrits       | Inscrits                  | Inscrits       | 25 749 | 100,00 |  |  |  |
| Abstentions    | Abstentions               | Abstentions    | 6 629  | 25,74  |  |  |  |
| Votants        | Votants                   | Votants        | 19 120 | 74,26  |  |  |  |
| Blancs et nuls | Blancs et nuls            | Blancs et nuls | 338    | 1,77   |  |  |  |
| Exprimés       | Exprimés                  | Exprimés       | 18 782 | 98,23  |  |  |  |